# Borneo-expeditie 1893-1894

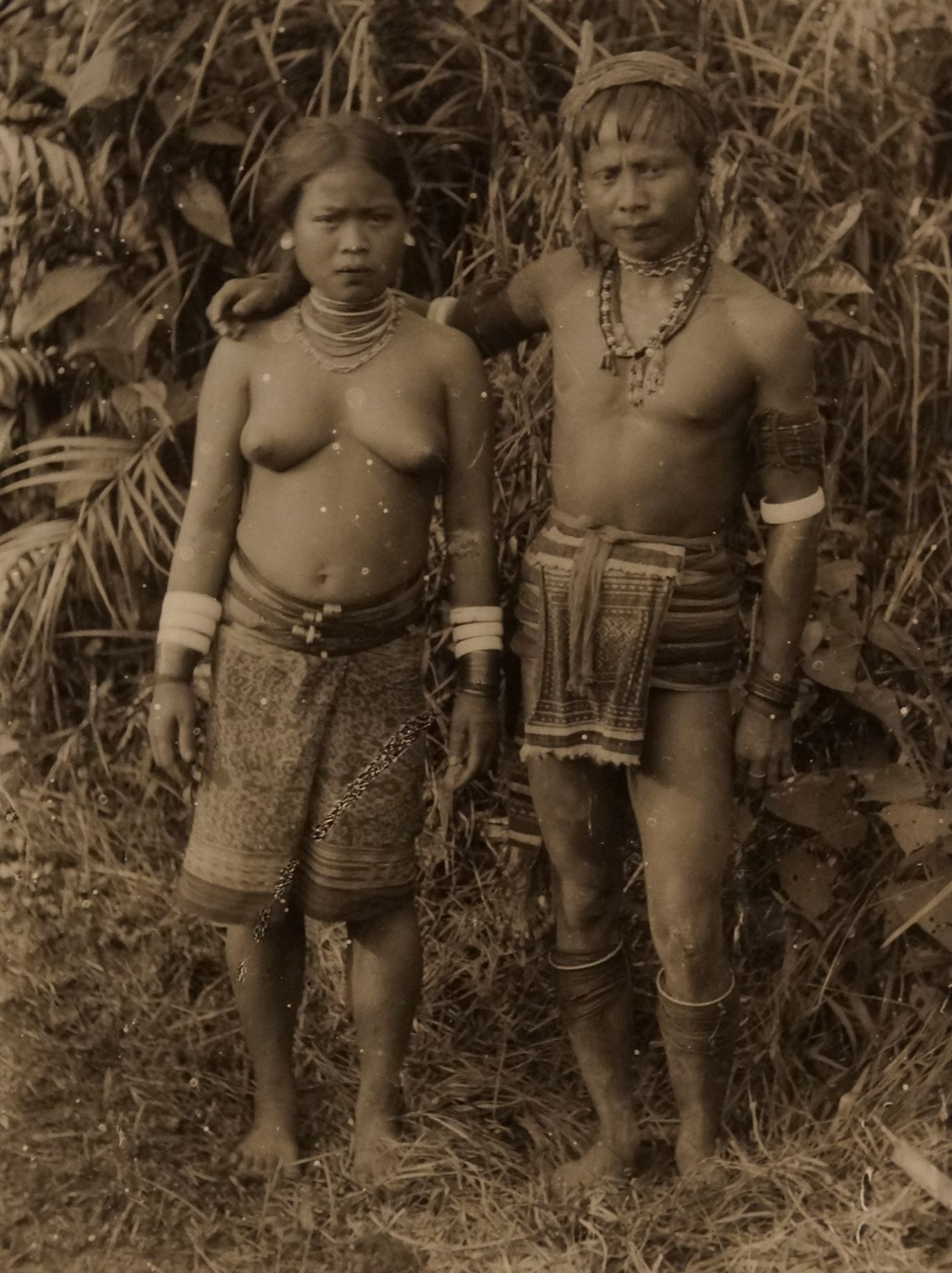
Hantoek-Dajak echtpaar laat zich fotograferen

In 1893 en 1894 organiseerde de Maatschappij ter Bevordering van het Natuurkundig Onderzoek der Nederlandsche Koloniën (ook bekend als Treubmaatschappij) een wetenschappelijk georiënteerde, multidisciplinaire expeditie dwars door Nederlands-Borneo, het huidige Kalimantan. De expeditie bestond uit vijf Europese wetenschappers en ongeveer honderdtwintig ondersteunende expeditieleden. Het doel van de tocht was Borneo te doorkruisen en in verschillende disciplines wetenschappelijk onderzoek te verrichten.

## Initiatief en financiering
Het plan voor de expeditie in 1893 naar Centraal-Borneo werd ontworpen door deskundigen van de Indische Afdeling van de Commissie ter bevordering van het Natuurkundig onderzoek der Nederlandse Koloniën. Zij werden ondersteund door de Maatschappij ter bevordering van het Natuurkundig onderzoek der Nederlandse Koloniën en werkten samen met Solco Walle Tromp (1848-1897), de resident van de Westerafdeling van Borneo. Daarnaast hebben ook lokale ambtenaren in Borneo meegewerkt aan de uitvoering van de expeditie. Plannen om het eiland te doorkruisen werden al sinds 1891 door de Treubmaatschappij gemaakt. In 1892 werden de eerste plannen van doorkruising van west naar oost afgewend vanwege moeilijkheden met de bevoorrading. Om die reden werd een nieuw plan opgezet dat inhield dat enkel het gebied van Boven-Kapoeas zou worden bezocht. Belangrijk voordeel was dat dit gebied reeds in kaart was gebracht.
Doel van de expeditie was het verwerven van wetenschappelijke kennis. De flora en fauna van het gebied werd bestudeerd, men wilde nog onbekende gebieden in kaart brengen, bodemonderzoek verrichten en inheemse stammen onderzoeken. De Nederlandse regering moedigde de expeditie aan om politieke redenen. Er bestond namelijk onduidelijkheid over de precieze grens tussen het Nederlandse en Britse koloniale grondgebied. Daarnaast wilde men weten of er waardevolle grondstoffen in het grensgebied te vinden waren. Tromp meende met de expeditie het gebied ‘voorgoed voor Nederland te winnen’.
Het Indische Comité schatte de kosten van de expeditie op ƒ 35.000. De Nederlandse regering stelde een subsidie van ƒ 10.000 beschikbaar en de Treubmaatschappij een bedrag van ƒ 5000. Daarnaast werd er in totaal een som van ƒ 10.000 door anderen gedoneerd, waaronder de Oostersche Handel Reederijen, de Nederlands-Indische Handelsbank, de Provinciale Utrechtsche Vereeniging en het Wetenschappelijk Geneeskundig Congres. Tevens werd er een aanzienlijke bijdrage geleverd door Wilhelmina der Nederlanden - die ƒ 1000 bijdroeg - en haar moeder, koningin-regentes Emma - die een bijdrage leverde van ƒ 500. Het resterende bedrag werd geschonken door wetenschappers, bedrijven en filantropen.

## Deelnemers
Het voornemen van de Treubmaatschappij was een ambtenaar van het binnenlands bestuur, die over enige kennis beschikte van land en volk, aan het hoofd van de expeditie te stellen. Een geoloog, een zoöloog en een botanicus zouden zich bij hem aansluiten. Men gaf de voorkeur aan Nederlandse wetenschappers die eerder onderzoek hadden verricht in Nederlands-Indië, het liefst op Borneo. De resident van de Westerafdeling bemiddelde in de onderhandeling met geschikte kandidaten.
De volgende expeditieleden werden geselecteerd:
- Solco Walle Tromp (1848-1897). Resident der Westerafdeling van Borneo. Formeel expeditieleider, maar ging niet mee met de expeditie.
- W.A. van Velthuysen. Controleur eerste klasse op de Westerafdeling van Borneo en ging mee als vervangend expeditieleider.
- Johann Büttikofer (1850-1927). Conservator van het Leidse Rijksmuseum van Natuurlijke Historie. Nam deel als zoöloog.
- Anton Willem Nieuwenhuis (1864-1953). Militair arts in het Koninklijk Nederlands-Indisch Leger. Nam deel als verantwoordelijke voor het medisch, antropologisch en etnografisch onderzoek.
- Gustaaf Adolf Frederik Molengraaff (1860-1942), hoogleraar geologie aan de Universiteit van Amsterdam. Nam deel als verantwoordelijke voor het geologisch en topografisch onderzoek.
- Johannes Gottfried Hallier (1868-1932). Assistent van ‘s Lands Plantentuin te Buitenzorg, Java (tegenwoordig Kebun Raya Bogor). Nam deel als botanicus.

De expeditieleden hielden zich bezig met het verzamelen van materiaal voor hun onderzoek. Dit waren bijvoorbeeld onbekende plantensoorten, vogels, insecten, maar er werden ook orang-oetans gedood en verscheept naar Leiden of Amsterdam voor verder onderzoek.
De expeditieleiders werden bijgestaan door een grote groep personeel. Deze groep mensen besloeg ongeveer honderdtwintig man, waaronder veel mannen van de Dajaks. Er waren dragers, persoonlijke assistenten van de wetenschappers, jagers, roeiers en inheemse soldaten. Daarnaast werden ook lokale kinderen ingezet om insecten te verzamelen en hielp een lokale gids de expeditieleden met het vinden van de weg en met het leggen van contact met andere Dajak-stammen. Een groot deel van de afstanden werd afgelegd over water. Hiervoor werden op ongeveer de eerste helft van het riviertraject stoomslepers gebruikt, daarna roeiboten wegens de afgenomen diepgang. Andere delen werden te voet afgelegd, waarbij de dragers met zware bepakkingen liepen.

## Verloop van de expeditie

### Route
In december 1893 kwamen de eerste expeditieleden, Hallier en Büttikofer, vanuit Pontianak aan in Smitau, een plaatsje midden in het onderzoeksgebied Boven-Kapoeas. Hier werd een basiskamp opgetrokken waar men regelmatig naar terugkeerde. Controleur van Velthuysen was ook al aanwezig. Tijdens de tochten kwamen de expeditieleden regelmatig in contact met inheemse stammen. Het doel van de expeditie was om dwars door Borneo naar Koetei (oost Borneo) te reizen. Ook in Sintang, ten zuiden van Smitau, was hoogstwaarschijnlijk een basiskamp opgetrokken, omdat hier ook vaak naar terug werd gekeerd door de wetenschappers. Een deel van de expeditie zou halverwege deze doorkruising, in Putussibau vertrekken naar Banjarmasin (zuid-oost Borneo). De expeditieleden maakten naast deze grote, algemene doorkruising ook individuele, korte tochten op locatie om hun wetenschappelijk onderzoek verder uit te breiden. Hierna keerden zij weer terug naar een gezamenlijke verzamelplaats om met zijn allen de doorkruising voort te zetten.
Het landschap van Centraal-Borneo werd door de wetenschappers omschreven als bosrijk, met bergen op de achtergrond. Het vervoer gebeurde over kleine riviertjes die vaak dicht begroeid waren en stroomversnellingen hadden. Büttikofer omschreef het als een ‘labyrint’ dat zich afwisselde met grote open plassen en stromen die met struikgewas waren begroeid. In werkelijkheid waren dit ondergelopen moerassen en laaggelegen delen van het oerwoud aangezien de expeditie in de natte tijd plaatsvond. Andere gebieden waren juist weer heuvelachtig en boden uitzicht over de streek.

### Problemen
Tijdens de expeditie kwamen de leden voor verschillende moeilijkheden te staan. Zo hadden ze regelmatig last van onweer en regen, gevolgd door een snelle stijging van het waterpeil. Dit zorgde voor gevaar en vertraging tijdens de boottochten. Daarnaast waren er ook verschillende insecten- en muggenplagen. Hallier moest in mei 1894 zijn onderzoek staken vanwege koortsaanvallen en keerde terug naar Buitenzorg. Het aanvankelijke plan was om via het centrale gebergte de rivier de Mahakam af te zakken, om zo toch de weg naar de oostkust te vervolgen. Dit werd halverwege afgeraden door controleur van Velthuyzen, onder andere vanwege een dreigende stammenoorlog in het binnenland van Borneo. Het plan om Borneo van west naar oost te doorkruisen bleek dus niet mogelijk. Daarop werd besloten om het tweede doel van de expeditie na te streven en werd het gebied van Boven-Kapoeas verder onderzocht. Het meest oostelijke gebied waar men enige tijd verbleef was de omgeving van Nangaraun. De publicatie van Büttikofer beschikt op de laatste pagina over een plattegrond.
Molengraaff trok hierop naar het zuiden, om dit gebied in kaart te brengen en geologisch onderzoek te verrichten. Hij trok vanaf Smitau richting het zuiden in de hoop vervolgens de plaats Banjarmasin te bereiken. Deze tocht duurde van augustus tot oktober 1894. Tijdens deze tocht vreesde men voor een voedseltekort, maar dit bleek niet het geval.

## Publicatie van de wetenschappelijke resultaten
Na afloop van de expeditie werden de wetenschappelijke resultaten door verschillende onderzoekers gepubliceerd. Hoewel Molengraaff, Nieuwenhuis en Hallier in hun moedertaal publiceerden (respectievelijk Nederlands en Duits), ontstond er discussie tussen Büttikofer en de Treubmaatschappij over de taal van de publicaties. Büttikofer argumenteerde namelijk dat het nuttig zou zijn om de wetenschappelijke resultaten in het Frans en Engels te publiceren, zodat zij beter toegankelijk waren voor buitenlandse onderzoekers. De reisverslagen moesten volgens hem echter wel in het Nederlands worden gepubliceerd, omdat deze verhalen de Nederlandse bevolking zouden aanspreken en interesseren in de ontwikkeling van de koloniën.

Het boek van G.A.F. Molengraaff geeft een gedetailleerd verslag van het door hem verrichte geologisch onderzoek en ook een algemene beschrijving van de expeditie. De publicatie van expeditie-arts A.W.A. Nieuwenhuis is op het gebied van de volkenkunde en handelt over de inheemse stammen waarmee men van doen had. De publicatie van J. Büttikofer bevat naast een algemeen reisverslag de resultaten van zijn zoölogisch werk. Deze publicaties zijn als e-boek beschikbaar op internet en mogelijk interessant voor de specialist op deze gebieden, zie onder. Büttikofer benoemde daarbij dat het resultaat slechts ten dele geslaagd is doordat de expeditie in de natte tijd plaatsvond en hij laaggelegen, ondergelopen gebieden niet kon bezoeken. Het is niet bekend of de organisatoren zich dit hadden gerealiseerd.

Büttikofer meldde echter dat hij in het gebied van de bovenloop van de Kapoeas, dat voordien nog niet eerder was onderzocht, bijna geen nieuwe vogels en diersoorten heeft aangetroffen. De fauna kwam er overeen met wat al bekend was van de rest van Borneo en Serawak. Hoewel de fauna veel gelijkenis vertoonde met die op Sumatra, Java en het Maleisisch schiereiland, komen op Borneo ook soorten voor die daar niet zijn gevonden. Tijgers daarentegen, "so frequent in Malacca Sumatra and Java", kwamen op Borneo niet voor.

## Vervolgexpedities
Na de eerste expeditie in 1894 zijn er nog twee andere expedities door Borneo ondernomen. De tweede expeditie vond plaats van 1896 tot 1897. Anton Willem Nieuwenhuis was de expeditieleider. Het doel van deze expeditie was linguïstisch, etnografisch en geografisch onderzoek te verrichten. Aan het einde van de tweede expeditie wist Nieuwenhuis het gouvernement te overtuigen om te investeren in een derde expeditie om zo de Nederlandse invloed in Boven-Mahakam en Boven-Kayan te vergroten en te consolideren. In juni 1900, aan het einde van de derde expeditie, kwam Boven-Mahakam onder Nederlands bewind.